# 雷梅德洛
雷梅德洛（義大利語：Remedello），是意大利布雷西亚省的一个市镇。总面积21平方公里，人口3426人，人口密度163.1人/平方公里（2009年）。国家统计（ISTAT）代码为017160。